# Tidène (Trockental)
Der Tidène ist ein Trockental im Hochgebirge Aïr in Niger.

## Geographie
Das Trockental befindet sich im Südwesten des Hochgebirges Aïr und gehört verwaltungsmäßig zum Departement Tchirozérine in der Region Agadez. Es verläuft grob in Ost-West-Richtung über eine Länge von etwa 60 Kilometern und vereinigt sich schließlich mit dem Trockental Tamazalek zum Trockental Solomi.
Wie üblich bei Trockentälern im Aïr, führt der Tidène nur in der Regenzeit in den Sommermonaten Wasser. Klima und Vegetation sind typisch für die Sahelzone. Zu den größten Siedlungen zählen das gleichnamige Tidène, Boudari und Egandawel im Gemeindegebiet von Tchirozérine.

## Besiedlungsgeschichte

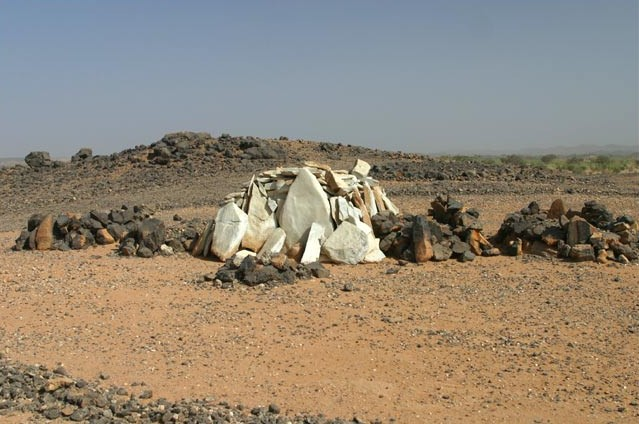
Grab von Mano Dayak auf einem Hügel über dem Tidène (2004)

Zu Beginn des 21. Jahrhunderts lebten etwa 3000 Tuareg am Tidène. Sie stammen von Einwanderern ab, die Ende des 19. Jahrhunderts aus Kidal im Adrar des Ifoghas ins Tal zogen. Sie vertrieben bereits hier ansässige andere Tuareg-Gruppen. Infolge schwerer Dürren in den Jahren 1972, 1973 und 1984 wanderten viele Familien in die Großstadt Agadez aus. In den 1980er und 1990er Jahren waren europäische Organisationen für Entwicklungszusammenarbeit im Tal aktiv, wobei der vom Tidène stammende Aktivist Mano Dayak eine wichtige Rolle bei der Vermittlung der Kontakte nach außen innehatte.